# Zanoogh Abad
Zanoogh Abad (persiska: Zānūqābād) är en ort i Iran.   Den ligger i provinsen Kerman, i den centrala delen av landet, 700 km sydost om huvudstaden Teheran. Zanoogh Abad ligger 1 318 meter över havet och antalet invånare är 127.
Terrängen runt Zanoogh Abad är platt åt sydväst, men åt nordost är den kuperad. Runt Zanoogh Abad är det ganska glesbefolkat, med 39 invånare per kvadratkilometer. Närmaste större samhälle är Bahremān, 6,8 km sydost om Zanoogh Abad. Trakten runt Zanoogh Abad är ofruktbar med lite eller ingen växtlighet.